# Maruchi León
Maruchi León (Càceres, 1965) és una actriu espanyola.

## Biografia
Dedicada fonamentalment al món del teatre, després d'estudiar en la Reial Escola Superior d'Art Dramàtic, va tenir ocasió d'intervenir en l'estrena en 1986 de l'obra inèdita de Federico García Lorca El Público, representada a Milà i després en Madrid. Posteriorment participa en els muntatges de Alesio, al Teatro María Guerrero de Madrid i Frank V, sota direcció de Mario Gas i dona vida a Donya Inés a Don Juan Tenorio (1989), de José Zorrilla.
Durant la primera etapa de la seva carrera artística, forma també part del repartiment de les pel·lícule La ley del deseo (1987), de Pedro Almodóvar i Soldadito español (1988), d'Antonio Giménez Rico.
En la temporada 1991-1992 interpreta a la ingènua Pili en la popular sèrie de TV Farmacia de guardia, la qual cosa li proporciona una enorme popularitat i és nominada al Premi Unión de Actores a la millor interpretació secundària de televisió.
Després d'abandonar la sèrie, centra la seva carrera definitivament en els escenaris. Després d'interpretar La mirada del hombre oscuro, afronta l'obra Sólo para Paquita, expressament escrita per a ella per Ernesto Caballero.
En anys succesius protagonitza El zoo de cristal (1995), que li suposa el Premi Ercilla a la millor actriu revelació), sota direcció de Mario Gas i al costat d'Amparo Soler Leal, Mirandolina (1995) ambn Ernesto Caballero, La Dama Boba (2002) amb Elena Pimenta, que li va valer el Premi Agora de Teatre 2002 a la Millor Actriu.
Al Teatro Español intervé a Las mocedades del Cid (1997) i a La venganza de Don Mendo (1997), que es manté un any en cartell. També té ocasió de participar al Festival de Teatre Clàssic de Mèrida amb Los siete contra Tebas (1992), d'Esquil i a César y Cleopatra (2001), de George Bernard Shaw.
Més recentment ha actuat a les obres Tierra de por medio (2002), He visto dos veces el cometa Halley (2003), La Orestíada (2004) i A Electra le sienta bien el luto (2005), d'Eugene O'Neill.
Malgrat dedicar-se per complet al teatre, ha aparegut en diverses sèries de televisió com Crónicas Urbanas en 1991, Canguros el 1994, La casa de los líos el 1999, El Comisario en 2004 i Hospital Central en 2008, interpretant petits papers.